# 蛋白质移位
蛋白质移位是指蛋白质的穿膜运动。蛋白质在真核细胞中穿越细胞器膜或在细菌细胞中穿越细胞膜都属于穿膜运动，蛋白质移位中穿越的每种膜都有专门的通道。蛋白质移位可根据其与翻译发生的时序分为翻译后移位与翻译时移位两类。
- 翻译后移位是蛋白质生物合成过程中和从核糖体上释放出来以后的穿膜运动。

- 翻译时移位指蛋白质在合成过程中的穿膜运动，这个术语通常只用于核糖体与通道结合的事例。这种形式的移位只限于在内质网膜上发生。